# ماتفي لوكين
ماتفي لوكين (بالروسية: Лукин, Матвей Владиславович)‏ هو لاعب كرة قدم روسي في مركزي الدفاع وقلب الدفاع، ولد في 27 أبريل 2004. لعب مع سيسكا موسكو.

## وصلات خارجية
- ماتفي لوكين على موقع قاعدة بيانات كرة القدم.إي يو (الإنجليزية)
- ماتفي لوكين على موقع Soccerbase.com (لاعب) (الإنجليزية)
- ماتفي لوكين على موقع Soccerway.com (الإنجليزية)
- ماتفي لوكين على موقع عالم كرة القدم.نت (الإنجليزية)